# Air France
Air France, egen skrivemåde: AIRFRANCE, var oprindeligt det nationale, franske flyselskab. I dag er det blevet en del af Air France-KLM, som driver de to flyselskaber Air France og KLM. Det kombinerede selskab er i dag Europas største flyselskab med 64 mio. passagerer og er en del af samarbejdet SkyTeam sammen med bl.a. Delta Air Lines og Alitalia.
Air France blev stiftet i 1933 efter en fusion af flere mindre franske flyselskaber og havde ruter til flere europæiske lande samt til de franske kolonier. Under 2. verdenskrig flyttede selskabet sine aktiviteter til Casablanca i Marokko og er da også med i filmen Casablanca. Efter krigen blev selskabet nationaliseret, og den dag i dag ejer den franske stat en stor andel i selskabet, selvom man har solgt noget ud de seneste år.
I 1976 begyndte selskabet sammen med British Airways flyvning med Concorden, som de to selskaber havde fået lov til at købe for kun £1 efter at en lang række andre selskaber havde annulleret deres ordrer. En tur Paris-New York tog 3 timer og 20 minutter. Det betød, at man fløj med ca. 2 gange lydens hastighed. Flyvning med Concorden stoppede i 2003, efter at en ulykke ved afgang fra Paris, hvor samtlige ombordværende døde, havde fået omkostningerne til at stige samtidig med, at antallet af passagerer faldt efter terrorangrebet på World Trade Center i 2001.

## Flåde

### Aktuel flåde
I oktober 2020 havde Air France en flyflåde bestående af følgende:
- 18 × Airbus A318
- 33 × Airbus A319
- 44 × Airbus A320
- 20 × Airbus A321
- 15 × Airbus A330-200
- 06 × Airbus A350-900
- 01 × Airbus A380
- 25 × Boeing 777-200
- 43 × Boeing 777-300
- 02 × Boeing 777F
- 10 × Boeing 787-9

### Flytyper igennen tiderne
Igennem årene har Air France haft følgende fly i flåden:
- Airbus A300
- Airbus A310
- Airbus A320-100
- Airbus A340-200
- Airbus A340-300
- Boeing 707
- Boeing 727-200
- Boeing 737-200
- Boeing 737-300
- Boeing 737-500
- Boeing 747-100
- Boeing 747-200
- Boeing 747-300
- Boeing 747-400
- Boeing 767-200
- Boeing 767-300
- Bréguet Br.763 Provence
- Concorde
- De Havilland Comet 1
- Douglas DC-3
- Douglas DC-4
- Douglas DC-6
- Fokker F-27
- Fokker F28 Fellowship
- Fokker 100
- Junkers Ju 52 og Amiot AAC 1 Toucan
- Latécoère 631
- Lockheed L-049/L-749 Constellation
- Lockheed L-1049 Super Constellation
- Lockheed L-1649 Starliner
- McDonnell Douglas DC-10
- Sud Aviation Caravelle
- Sud-Est Languedoc
- Sud-Ouest Bretagne
- Transall C-160
- Vickers Viscount

## Gallery
- Aéroport Paris-Charles de Gaulle hvor Air France har sit hovedsæde